# Thurau (Osternienburger Land)
Thurau ist ein Ortsteil der Ortschaft Zabitz der Gemeinde Osternienburger Land im Landkreis Anhalt-Bitterfeld in Sachsen-Anhalt, (Deutschland).

## Geschichte
Es wird vermutet, dass Thurau eine slawische Gründung ist, da sich der Name aus dem Slawischen ableiten lässt. Thurau = Dorf des Tur (asl. turù = Ur, Auer) Auersdorf.
Es ist bekannt, dass Ritter – besonders aus Thüringen und Sachsen – für ihre Kriegsdienste im Sorbenland mit Land und Leuten belehnt wurden. Diese Ritter wurden dadurch zu Grundherren, die sich oft nach ihrem neuen Besitz nannten, der einen slawischen Ursprung hatte. So wird 1156 ein Adelsgeschlecht Thurowe genannt, das am Ende des 14. oder Anfang des 15. Jh. ausstarb. Weiterhin ist bekannt, dass Orte, die auf ow, das später zu au wurde, enden, der jüngeren Slawenzeit zuzuordnen sind (siehe Ortsname).
Im Jahre 975 gründete Gero, Erzbischof von Köln in Nienburg an der Saale ein Benediktinerkloster. 993 erhielt es das Münzrecht und verschiedene Landgüter in der weiteren und näheren Umgebung, z. B. Grimschleben, Weddegast, Scharwek etc. Auch Thurau soll zu diesem Zeitpunkt dem Kloster zugefallen sein.
Im Jahre 1156 nennt eine Urkunde Friedrich und Gottschalk von Thurau als Zeugen.
Im Jahre 1166 übergab Kaiser Friedrich I. das Kloster, welches bisher dem Kaiser direkt unterstanden hatte, gegen Abtretung anderer Güter, dem Erzstift Magdeburg.
Die erste urkundliche Erwähnung des Ortes Thurowe geschieht erst im Jahr 1377, als Fürst Johann II von Anhalt-Zerbst an Dieritz von Schierstedt und Hennig von Simmenstedt das Dorf Trinum, Renten zu Fernsdorf und Thurau auf einen Wiederverkauf verkauft. In der Urkunde heißt es:
„Wir Johannes von Gots gnaden furste zu Anhalt und grave von Asschanien bekennen offentliche mit dissim brite, das wir haben vorkouft vor funfzig mark Brandeborsches silveres und legen unsern lieben getruwen Dyritze von Schirstete, Hennighe von Czymmenstete dem iunghern und iren ereben das dorff Dryum [...] mit allem rechte, als wir das hatten. Ouch so haben wir darmite ynsgelegen eyne mark geldes zu Thurowe uff tzwen huven die Bolle hat [...]“
Um 1370 wird Thurau im Zinsregister sowie Kirchenbann der Magdeburger Dormprospstei ausgeführt.
1402 wird Trinum wieder zurückgekauft von „Jurge von Gottes Gnaden, Fürst zu Anhalt“ (Georg I. von Anhalt-Zerbst) mit allem Zubehör, den Gerichten in Feld und Dorf, obersten und untersten, und eine Mark Geldes zu Turo.
1483 werden Thurau und Locherau von Fürst Waldemar VI. von Anhalt-Dessau an die von Schlegel verliehen.
1594 hat ein Güterverkauf der von Schlegel an die von Wuthenau stattgefunden.
1602 gehörte das Dorf zur Hälfte denen von Wuthenau, zur Hälfte denen von Schlegel.
1681 erkaufte von Wuthenau auch die andere Hälfte, sodass das Rittergut vollständig denen von Wuthenau gehörte. Der von Wuthenau ist insofern auch Patron der Kirche, als seiner im Kirchengebet gedacht und bei seiner Anstellung eines neuen Predikers und Schullehrers mit gefragt wird.
Um 1611 und 1628 sollen die von Rabiel in Thurau begütert gewesen sein, 1637–1732 die von Zehmen, deren Besitz an die Landesfürsten kam.
Am 20. Juli 1950 wurde die bis dahin eigenständige Gemeinde Thurau nach Zabitz eingemeindet.

## Sehenswürdigkeiten
Die Kirche des Ortes wurde zwischen 1884 und 1888 im neogotischen Stil errichtet und ist denkmalgeschützt. Wegen ihres Bauzustands wird sie nicht mehr genutzt (Stand: September 2021).

## Persönlichkeiten
Geboren in Thurau
- Andreas Gottfried Schmidt  (1794–1851), Pfarrer und Verfasser des Anhalt’schen Schriftsteller-Lexikons